# Delphine Wespiser
Delphine Wespiser (Mulhouse, 3 januari 1992) werd op 3 december 2011 te Brest verkozen tot Miss Frankrijk 2012.
Als 65e Miss Frankrijk volgt ze Laury Thilleman op. Haar eredames zijn Mathilde Couly (1e) en Marie Payet (2e).
Delphine Wespiser vertolkt ook de rol van twee personages, Rouge et Blanche, in het populaire spelprogramma Fort Boyard op France 2.
- Bibliothèque nationale de France: cb179692506 (data)
- Gemeinsame Normdatei: 1147721947
- International Standard Name Identifier: 0000 0005 0378 0556
- Système universitaire de documentation: 187857326
- Virtual International Authority File: 317201479
- WorldCat: E39PBJqk34W9Mkf7dyyP6QjXBP